# Il ricco insidiato
Il ricco insidiato è un'opera teatrale in versi martelliani in cinque atti di Carlo Goldoni portata in scena per la prima volta a Venezia nell'autunno del 1758. Scrisse l'autore nei suoi Mémoires che la commedia piacque sommamente e riportò molti applausi; ebbe però ancor maggiore fortuna nel corso dell'Ottocento.

## Trama
Il conte Orazio, diventato ricco di cinquantamila lire di rendita grazie a un'improvvisa eredità, si vede circondato da falsi amici e abili sfruttatori: da tutti è accarezzato, adulato, tutti gli sono amici. Per assicurarsi di non essere ingannato, Orazio fa comparire un falso testamento che lo priva della successione. Resta allora abbandonato da tutti gli adulatori, per cui capisce quali erano i veri buoni amici e quale ragazza è veramente degna di diventare sua sposa.

## Poetica
Si tratta di una commedia con intenti didattico-morali. Scrisse infatti l'autore nell'introduzione per l'edizione a stampa: S'egli è vero, come è verissimo, che le Commedie abbiano a servire d'istruzione e di giovamento al pubblico, questa lo dovrebbe essere certamente. Tutti quelli che sono, o che si credono ricchi vengono comunemente insidiati, e col pretesto di buona amicizia, di opportuni consigli, o d'interessatezza ne' loro piaceri, lor vengono tesi i lacci, e inavvedutamente vi cadono. L'adulazione, l'ipocrisia, l'artifizio prendono di mira principalmente coloro che meglio possono contribuire ai loro disegni, ed è cosa salutare e santissima lo smascherarli, e prevenire il cuore di quelli che sono più disposti alla compassione e alla buona fede [...]. I veri amici sono pochi, le persone oneste non abbondano troppo; il bisogno è grande, e le arti son molte. Se alcuna ne avrò scoperta, se alcuno resterà illuminato, sarà felice la mia Commedia, avrò ottenuto il prezzo dell'opera, e in grazia di un tal profitto mi saranno forse perdonati i mancamenti dell'arte, le imperfezioni dei versi, e lo stile disadorno ed incolto.
Secondo Giuseppe Ortolani, l’azione non manca di alcune scene ben costruite, come la scena VI del III atto in cui la scaltra Brigida tesse le lodi della figlia Rosina.